# Leichtathletik-Afrikameisterschaften 2016
Die 20. Leichtathletik-Afrikameisterschaften wurden vom 22. bis 26. Juni 2016 in Durban, Südafrika ausgetragen.

## Männer

### 100 m
| Platz | Athlet            | Land | Zeit (s) |
| ----- | ----------------- | ---- | -------- |
| 1     | Ben Youssef Meïté | CIV  | 9,95     |
| 2     | Mosito Lehata     | LES  | 10,04    |
| 3     | Akani Simbine     | RSA  | 10,05    |
| 4     | Tlotliso Leotlela | RSA  | 10,24    |
| 5     | Emmanuel Matadi   | LBR  | 10,24    |
| 6     | Karabo Mothibi    | BOT  | 10,36    |
| 7     | Gerald Phiri      | ZAM  | DNS      |
| 8     | Thando Roto       | RSA  | DNS      |

Finale: 23. Juni
Wind: 2,4 m/s

### 200 m
| Platz | Athlet             | Land | Zeit (s) |
| ----- | ------------------ | ---- | -------- |
| 1     | Wayde van Niekerk  | RSA  | 20,02    |
| 2     | Adama Jammeh       | GAM  | 20,45 NR |
| 3     | Emmanuel Matadi    | LBR  | 20,55    |
| 4     | Gabriel Mvumvure   | ZIM  | 20,83    |
| 5     | Sydney Siame       | ZAM  | 20,83    |
| 6     | Hua Wilfried Koffi | CIV  | 20,92    |
|       | Divine Oduduru     | NGR  | DNS      |
|       | Clarence Munyai    | RSA  | DNS      |

Finale: 26. Juni
Wind: 1,8 m/s

### 400 m
| Platz | Athlet               | Land | Zeit (s) |
| ----- | -------------------- | ---- | -------- |
| 1     | Baboloki Thebe       | BOT  | 44,69    |
| 2     | Karabo Sibanda       | BOT  | 45,42    |
| 3     | Chidi Okezie         | NGR  | 45,76    |
| 4     | Isaac Makwala        | BOT  | 46,58    |
| 5     | Alagie Salim Drammeh | GAM  | 46,71    |
| 6     | Raymond Kibet        | KEN  | 46,80    |
| 7     | Alphas Kishoyian     | KEN  | 46,95    |
| 8     | Sadam Koumi          | SDN  | DSQ      |

Finale: 24. Juni

### 800 m
| Platz | Athlet               | Land | Zeit (min) |
| ----- | -------------------- | ---- | ---------- |
| 1     | Nijel Amos           | BOT  | 1:45,11    |
| 2     | Jacob Rozani         | RSA  | 1:45,38    |
| 3     | Rynardt van Rensburg | RSA  | 1:46,15    |
| 4     | Boitumelo Masilo     | BOT  | 1:46,16    |
| 5     | Alberto Mamba        | MOZ  | 1:46,34    |
| 6     | Sampson Laari        | GHA  | 1:47,62    |
| 7     | Kabelo Mohlosi       | RSA  | 1:50,00    |
| 8     | Nyasha Mutsetse      | ZIM  | 1:50,90    |

Finale: 12. August

### 1500 m
| Platz | Athlet            | Land | Zeit (min) |
| ----- | ----------------- | ---- | ---------- |
| 1     | Fouad el-Kaam     | MAR  | 3:39,49    |
| 2     | Timothy Cheruiyot | KEN  | 3:39,71    |
| 3     | Vincent Letting   | KEN  | 3:40,78    |
| 4     | Younès Essalhi    | MAR  | 3:41,34    |
| 5     | Taresa Tolosa     | ETH  | 3:42,23    |
| 6     | Birhanu Sorsa     | ETH  | 3:43,56    |
| 7     | Eric Kiptanui     | KEN  | 3:43,81    |
| 8     | Dumisani Hlaselo  | RSA  | 3:44,53    |

Finale: 26. Juni

### 5000 m
| Platz | Athlet                | Land | Zeit (min)  |
| ----- | --------------------- | ---- | ----------- |
| 1     | Douglas Kipserem      | KEN  | 13:13,35    |
| 2     | Elroy Gelant          | RSA  | 13:15,13    |
| 3     | Mang'ata Kimai Ndiwa  | KEN  | 13:16,85    |
| 4     | Getaneh Molla         | ETH  | 13:17,84    |
| 5     | Peter Lagat           | KEN  | 13:18,78    |
| 6     | Namakoe Nkhasi        | LES  | 13:21,68 NR |
| 7     | Thierry Ndikumwenayo  | BDI  | 13:26,24    |
| 8     | Jean Marie Niyomukiza | BDI  | 13:31,91    |

26. Juni

### 10.000 m
| Platz | Athlet          | Land | Zeit (min) |
| ----- | --------------- | ---- | ---------- |
| 1     | Stephen Mokoka  | RSA  | 28:02,97   |
| 2     | Wilfred Kimitei | KEN  | 28:03,18   |
| 3     | Namakoe Nkhasi  | LES  | 28:06,33   |
| 4     | Jemal Yimer     | ETH  | 28:08,92   |
| 5     | Fikadu Haftu    | ETH  | 28:09,21   |
| 6     | Stephen Arita   | KEN  | 28:09,66   |
| 7     | Ismail Gallet   | TAN  | 28:13,46   |
| 8     | Abraham Habte   | ERI  | 28:18,18   |

22. Juni

### 20 km Gehen
| Platz | Athlet                | Land | Zeit (min)    |
| ----- | --------------------- | ---- | ------------- |
| 1     | Samuel Ireri Gathimba | KEN  | 1:19:24 CR NR |
| 2     | Hassanine Sebei       | TUN  | 1:20:51       |
| 3     | Lebogang Shange       | RSA  | 1:21:41       |
| 4     | Wayne Snyman          | RSA  | 1:22:20       |
| 5     | Simon Wachira         | KEN  | 1:23:26       |
| 6     | Hatem Ghoula          | TUN  | 1:25:54       |
| 7     | Mohamed Ameur         | ALG  | 1:26:17       |
| 8     | Mohamed Saleh         | EGY  | 1:26:23       |

26. Juni

### 110 m Hürden
| Platz | Athlet                | Land | Zeit (s) |
| ----- | --------------------- | ---- | -------- |
| 1     | Antonio Alkana        | RSA  | 13,43 CR |
| 2     | Tyron Akins           | NGR  | 13,74    |
| 3     | Mohamed Koussi        | MAR  | 13,94    |
| 4     | Rami Gharsali         | TUN  | 13,99    |
| 5     | Bano Traoré           | MLI  | 14,22    |
| 6     | Fred Charles Pieterse | NAM  | 14,45    |
| 7     | Ruan de Vries         | RSA  | 14,52    |
|       | Tshepo Lefete         | RSA  | DNS      |

Finale: 25. Juni
Wind: k. A.

### 400 m Hürden
| Platz | Athlet            | Land | Zeit (s) |
| ----- | ----------------- | ---- | -------- |
| 1     | Boniface Tumuti   | KEN  | 49,21    |
| 2     | Amadou Ndiaye     | SEN  | 49,41    |
| 3     | Aron Koech        | KEN  | 49,41    |
| 4     | L. J. van Zyl     | RSA  | 49,46    |
| 5     | Jordin Andrade    | CPV  | 49,62    |
| 6     | Cornel Fredericks | RSA  | 49,82    |
| 7     | Kiprono Koskei    | KEN  | 51,77    |
|       | Miles Ukaoma      | NGR  | DNS      |

Finale: 24. Juni

### 3000 m Hindernis
| Platz | Athlet           | Land | Zeit (min) |
| ----- | ---------------- | ---- | ---------- |
| 1     | Chala Beyo       | ETH  | 8:21,02    |
| 2     | Tolosa Nurgi     | ETH  | 8:22,79    |
| 3     | Abraham Kibiwot  | KEN  | 8:24,19    |
| 4     | Phenus Kipleting | KEN  | 8:26,11    |
| 5     | Hamid Ezzine     | MAR  | 8:29,36    |
| 6     | Jacob Araptany   | UGA  | 8:29,60    |
| 7     | Rantso Mokopane  | RSA  | 8:35,02    |
| 8     | Malek Ben Amor   | TUN  | 8:47,31    |

22. Juni

### 4 × 100 m Staffel
| Platz | Land           | Athleten                                                                | Zeit (s) |
| ----- | -------------- | ----------------------------------------------------------------------- | -------- |
| 1     | Südafrika      | Emile Erasmus Wayde van Niekerk Tlotliso Leotlela Akani Simbine         | 38,84    |
| 2     | Elfenbeinküste | Arthur Cissé Hua Wilfried Koffi Émilien Tchan Bi Chan Ben Youssef Meïté | 38,98    |
| 3     | Sambia         | Chidamba Hazemba Brian Kasinda Titus Kafunda Mukhala Sydney Siame       | 39,77    |
| 4     | Senegal        | Ismaila Diop Boubacar Sakho Moulaye Sonko Johs Swaray                   | 39,86    |
| 5     | Kenia          | Mark Odhiambo Gilbert Otieno Peter Mwai Ndichu Alphas Kishoyian         | 39,97    |
| 6     | Ghana          | Stephen Opoku Desmond Aryee Martin Owusu-Antwi Shadrack Opoku-Agyeman   | 40,21    |
| 7     | Botswana       | Thabo Motsokona Karabo Mothibi Keene Charles Motukisi Baboloki Thebe    | 40,40    |
| 8     | Simbabwe       | Francis Zimwara Connias Mudzingwa Ngoni Makusha Gabriel Mvumvure        | 41,02    |

Finale: 24. Juni

### 4 × 400 m Staffel
| Platz | Land      | Athleten                                                                | Zeit (min) |
| ----- | --------- | ----------------------------------------------------------------------- | ---------- |
| 1     | Botswana  | Karabo Sibanda Baboloki Thebe Onkabetse Nkobolo Leaname Maotoanong      | 3:02,20    |
| 2     | Kenia     | Boniface Mucheru Boniface Mweresa Alphas Kishoyian Aron Kipchumba Koech | 3:04,25    |
| 3     | Südafrika | Jon Seeliger Shaun de Jager Ofentse Mogawane L. J. van Zyl              | 3:04,73    |
| 4     | Algerien  | Miloud Laredj Skander Djamil Athmani Fethi Benchaa Soufiane Bouhada     | 3:07,32    |
| 5     | Swasiland | Mcebo Mkhaliphi Manqoba Nyoni Andile Lusenga Louis Mashaba              | 3:12,64 NR |
| 6     | Sudan     | ??? Mohamed Abdelazim Mohamed Sadam Koumi                               | 3:14,58    |
| 7     | Simbabwe  | ??? Nigel Tom Nyasha Mutsetse Connias Mudzingwa                         | 3:14,81    |
| 8     | Südsudan  | ??? Mangar Chep Santino Kenyi Gatkuoth Chol                             | 3:22,50    |

26. Juni

### Hochsprung
| Platz        | Athlet             | Land | Höhe (m) |
| ------------ | ------------------ | ---- | -------- |
| 1            | Mathew Sawe        | KEN  | 2,21     |
| 2            | Keegan Fourie      | RSA  | 2,18     |
| 3            | Fernand Djoumessi  | CMR  | 2,15     |
| 4            | Kabelo Kgosiemang  | BOT  | 2,10     |
| 5            | Raoul Matogno Bong | CMR  | 2,05     |
| 6            | Amr Kaseb          | EGY  | 2,00     |
| Chris Moleya | RSA                | 2,00 |          |
| 8            | Garth Ellis        | RSA  | 2,00     |

24. Juni

### Stabhochsprung
| Platz | Athlet                | Land | Höche (m) |
| ----- | --------------------- | ---- | --------- |
| 1     | Hichem Khalil Cherabi | ALG  | 5,30      |
| 2     | Mohamed Amin Romdhana | TUN  | 5,20      |
| 3     | Jordan Yamoah         | GHA  | 5,00      |
| 4     | Heinrich Smit         | RSA  | 4,80      |
| 5     | Eben Beukes           | RSA  | NM        |
| 6     | Samson Basha          | ETH  | NM        |
| 7     | Michael Cilliers      | RSA  | DNS       |

25. Juni

### Weitsprung
| Platz | Athlet               | Land | Weite (m) |
| ----- | -------------------- | ---- | --------- |
| 1     | Ruswahl Samaai       | RSA  | 8,40 w    |
| 2     | Luvo Manyonga        | RSA  | 8,23 w    |
| 3     | Ruri Rammokolodi     | BOT  | 7,90 w    |
| 4     | Mamadou Gueye        | SEN  | 7,78 w    |
| 5     | Terra Lagat          | KEN  | 7,63 w    |
| 6     | Goabaone Mosheleketi | BOT  | 7,59 w    |
| 7     | Romeo N’tia          | BEN  | 7,45 w    |
| 8     | Mouhcine Lakhou      | MAR  | 7,40 w    |

Finale: 23. Juni

### Dreisprung
| Platz | Athlet                 | Land | Weite (m) |
| ----- | ---------------------- | ---- | --------- |
| 1     | Tosin Oke              | NGR  | 17,13     |
| 2     | Hugues Fabrice Zango   | BFA  | 16,81     |
| 3     | Godfrey Khotso Mokoena | RSA  | 16,77     |
| 4     | Jonathan Drack         | MUS  | 16,61     |
| 5     | Olumide Olamigoke      | NGR  | 16,53     |
| 6     | Mamadou Chérif Dia     | MLI  | 16,29     |
| 7     | Elijah Kimitei         | KEN  | 16,21     |
| 8     | Roger Haitengi         | NAM  | 16,20     |

Finale: 23. Juni

### Kugelstoßen
| Platz | Athlet              | Land | Weite (m) |
| ----- | ------------------- | ---- | --------- |
| 1     | Jaco Engelbrecht    | RSA  | 20,00     |
| 2     | Franck Elemba       | CGO  | 19,89     |
| 3     | Stephen Mozia       | NGR  | 19,84     |
| 4     | Oghenakpobo Efekoro | NGR  | 19,57     |
| 5     | Orazio Cremona      | RSA  | 19,15     |
| 6     | Mohamed Magdi Hamza | EGY  | 19,00     |
| 7     | Yao Adantor         | TOG  | 17,98     |
| 8     | Burger Lambrechts   | RSA  | 17,79     |

22. Juni

### Diskuswurf
| Platz         | Athlet             | Land | Weite (m) |
| ------------- | ------------------ | ---- | --------- |
| 1             | Russell Tucker     | RSA  | 61,44     |
| 2             | Stephen Mozia      | NGR  | 59,16     |
| 3             | Dewald van Heerden | RSA  | 58,44     |
| 4             | Mouaz el-Sergany   | EGY  | 50,13     |
|               | Victor Hogan       | RSA  | DSQ       |
| Franck Elemba | CGO                | DNS  |           |

23. Juni
Dem ursprünglichen Sieger Victor Hogan aus Südafrika wurde die Goldmedaille nachträglich wegen eines Dopingverstoßes aberkannt.

### Hammerwurf
| Platz | Athlet              | Land | Weite (m) |
| ----- | ------------------- | ---- | --------- |
| 1     | Eslam Ahmed Taha    | EGY  | 68,92     |
| 2     | Chris Harmse        | RSA  | 67,67     |
| 3     | Tshepang Makhethe   | RSA  | 65,54     |
| 4     | Johan Kruger        | RSA  | 63,01     |
| 5     | Nicolas Li Yun Fong | MUS  | 58,54     |
| 6     | Georgio Vahoua      | CIV  | 38,47     |

25. Juni

### Speerwurf
| Platz | Athlet                | Land | Weite (m) |
| ----- | --------------------- | ---- | --------- |
| 1     | Phil-Mar van Rensburg | RSA  | 76,04     |
| 2     | John Ampomah          | GHA  | 75,22     |
| 3     | Alexander Kiprotich   | KEN  | 74,08     |
| 4     | Tobie Holtzhausen     | RSA  | 73,45     |
| 5     | Maged Mohser el-Badry | EGY  | 71,62     |
| 6     | Chad Herman           | RSA  | 71,21     |
| 7     | Ahmed Elbramlsy       | EGY  | 69,66     |
| 8     | Strydom van der Wath  | NAM  | 68,40     |

26. Juni

### Zehnkampf
| Platz | Athlet              | Land | Punkte |
| ----- | ------------------- | ---- | ------ |
| 1     | Fredriech Pretorius | RSA  | 7780   |
| 2     | Atsu Nyamadi        | GHA  | 7501   |
| 3     | Ali Kamé            | MDG  | 6892   |
| 4     | Guillaume Thierry   | MUS  | 6812   |
| 5     | Ahmed Awad          | EGY  | 6770   |
| 6     | Fabrice Rajah       | MUS  | 6417   |
| 7     | Gilbert Koech       | KEN  | 6389   |
| 8     | Djibril Doucouré    | MLI  | 5590   |

22./23. Juni

## Frauen

### 100 m
| Platz | Athletin           | Land | Zeit (s) |
| ----- | ------------------ | ---- | -------- |
| 1     | Murielle Ahouré    | CIV  | 10,99 CR |
| 2     | Carina Horn        | RSA  | 11,07    |
| 3     | Marie Josée Ta Lou | CIV  | 11,15    |
| 4     | Gloria Asumnu      | NGR  | 11,45    |
| 5     | Phumlile Ndzinisa  | SWZ  | 11,46    |
| 6     | Gemma Acheampong   | GHA  | 11,49    |
| 7     | Tebogo Mamathu     | RSA  | 11,54    |
| 8     | Loungo Matlhaku    | BOT  | 11.67    |

Finale: 23. Juni
Wind: 2,0 m/s

### 200 m
| Platz | Athletin           | Land | Zeit (s) |
| ----- | ------------------ | ---- | -------- |
| 1     | Marie Josée Ta Lou | CIV  | 22,81    |
| 2     | Alyssa Conley      | RSA  | 22,84    |
| 3     | Gina Bass          | GAM  | 22,92    |
| 4     | Justine Palframan  | RSA  | 23,22    |
| 5     | Janet Amponsah     | GHA  | 23,45    |
| 6     | Ada Udaya          | LBR  | 23,67    |
| 7     | Loungo Matlhaku    | BOT  | 24,18    |
|       | Adeline Gouénon    | CIV  | DNS      |

Finale: 26. Juni
Wind: 1,2 m/s

### 400 m
| Platz | Athletin              | Land | Zeit (s) |
| ----- | --------------------- | ---- | -------- |
| 1     | Kabange Mupopo        | ZAM  | 51,56    |
| 2     | Margaret Wambui       | KEN  | 52,24    |
| 3     | Patience Okon George  | NGR  | 52,33    |
| 4     | Lydia Jele            | BOT  | 52,41    |
| 5     | Djénébou Danté        | MLI  | 52,65    |
| 6     | Christine Botlogetswe | BOT  | 53,31    |
| 7     | Regina George         | NGR  | 53,45    |
| 8     | Leni Shida            | UGA  | 53,91    |

Finale: 24. Juni

### 800 m
| Platz | Athletin             | Land | Zeit (min) |
| ----- | -------------------- | ---- | ---------- |
| 1     | Caster Semenya       | RSA  | 1:58,20    |
| 2     | Malika Akkaoui       | MAR  | 2:00,24    |
| 3     | Emily Cherotich Tuei | KEN  | 2:00,70    |
| 4     | Sylvia Chesebe       | KEN  | 2:01,43    |
| 5     | Rababe Arafi         | MAR  | 2:01,49    |
| 6     | Noélie Yarigo        | BEN  | 2:02,68    |
| 7     | Amina Bakhit         | SDN  | 2:02,83    |
| 8     | Lydiya Melese        | ETH  | 2:04,89    |

Finale: 26. Juni

### 1500 m
| Platz | Athletin        | Land | Zeit (min) |
| ----- | --------------- | ---- | ---------- |
| 1     | Caster Semenya  | RSA  | 4:01,99 CR |
| 2     | Rababe Arafi    | MAR  | 4:03,95    |
| 3     | Adanech Anbesa  | ETH  | 4:05,22    |
| 4     | Fantu Worku     | ETH  | 4:05,84    |
| 5     | Siham Hilali    | MAR  | 4:07,39    |
| 6     | Janet Achola    | UGA  | 4:08,11    |
| 7     | Beatha Nishimwe | RWA  | 4:08,75 NR |
| 8     | Selah Busienei  | KEN  | 4:09,14    |

24. Juni

### 5000 m
| Platz | Athletin                   | Land | Zeit (s)    |
| ----- | -------------------------- | ---- | ----------- |
| 1     | Sheila Chepkirui           | KEN  | 15:05,45 CR |
| 2     | Margaret Chelimo Kipkemboi | KEN  | 15:07,56    |
| 3     | Dera Dida                  | ETH  | 15:15,26    |
| 4     | Meskerem Mamo              | ETH  | 15:18,06    |
| 5     | Kidas Alema                | ETH  | 15:39,27    |
| 6     | Cavaline Nahimana          | BDI  | 15:47,90    |
| 7     | Rachael Zena Chebet        | UGA  | 15:53,50    |
| 8     | Nebyat Abraham             | ERI  | 15:55,47    |

22. Juni

### 10.000 m
| Platz | Athletin              | Land | Zeit (s)       |
| ----- | --------------------- | ---- | -------------- |
| 1     | Alice Aprot Nawowuna  | KEN  | 30:26,94 CR WL |
| 2     | Jackline Chepngeno    | KEN  | 31:27,73       |
| 3     | Joyciline Jepkosgei   | KEN  | 31:28,28       |
| 4     | Salome Nyirarukundo   | RWA  | 31:45,82 NR    |
| 5     | Shure Demise          | ETH  | 32:14,25       |
| 6     | Yenenesh Tilahun      | ETH  | 32:17,38       |
| 7     | Clémentine Mukandanga | RWA  | 33:28,64       |
| 8     | Ayantu Idossa         | ETH  | 34:34,64       |

25. Juni

### 20 km Gehen
| Platz | Athletin          | Land | Zeit (min)    |
| ----- | ----------------- | ---- | ------------- |
| 1     | Grace Wanjiru     | KEN  | 1:30,43 CR AR |
| 2     | Yehualeye Beletew | ETH  | 1:31,58 NR    |
| 3     | Chahinez Nasri    | TUN  | 1:34,45       |
| 4     | Anél Oosthuizen   | RSA  | 1:38,46       |
| 5     | Linda Waweru      | KEN  | 1:39,23       |
| 6     | Alem Tafes        | ETH  | 1:45,45       |
| 7     | Bariza Ghezelani  | ALG  | 1:46,33       |
| 8     | Amira Zenyhim     | EGY  | 1:58,22       |

26. Juni

### 100 m Hürden
| Platz | Athletin            | Land | Zeit (s) |
| ----- | ------------------- | ---- | -------- |
| 1     | Claudia Heunis      | RSA  | 13,35    |
| 2     | Marthe Koala        | BFA  | 13,36    |
| 3     | Maryke Brits        | RSA  | 13,47    |
| 4     | Taylon Bieldt       | RSA  | 13,47    |
| 5     | Gnima Faye          | SEN  | 13,63    |
| 6     | Karel Elodie Ziketh | CIV  | 13,68    |
| 7     | Linha Ahmed         | EGY  | 13,81    |
| 8     | Rahmatou Dramé      | MLI  | 14,01    |

Finale: 23. Juni
Wind: 1,6 m/s

### 400 m Hürden
| Platz | Athletin                | Land | Zeit (s) |
| ----- | ----------------------- | ---- | -------- |
| 1     | Wenda Nel               | RSA  | 54,86    |
| 2     | Maureen Jelagat Maiyo   | KEN  | 56,12    |
| 3     | Tameka Jameson          | NGR  | 57,17    |
| 4     | Jean-Marie Senekal      | RSA  | 57,85    |
| 5     | Jane Chege              | KEN  | 58,60    |
| 6     | Gezelle Magerman        | RSA  | 59,08    |
| 7     | Aisha Naibe Wey         | SLE  | 59,19    |
| 8     | Tasabih Mohamed El Said | SDN  | 59,78    |

Finale: 26. Juni

### 3000 m Hindernis
| Platz | Athlet              | Land | Zeit (min)  |
| ----- | ------------------- | ---- | ----------- |
| 1     | Norah Jeruto        | KEN  | 09:25,07 CR |
| 2     | Agnes Jesang        | KEN  | 09:27,22    |
| 3     | Weynshet Ansa       | ETH  | 09:39,89    |
| 4     | Eliane Saholinirina | MDG  | 09:44,50 NR |
| 5     | Birtukan Adamu      | ETH  | 09:50,52    |
| 6     | Saara Martin        | NAM  | 12:05,11    |

26. Juni

### 4 × 100 m Staffel
| Platz | Land           | Athletinnen                                                           | Zeit (s) |
| ----- | -------------- | --------------------------------------------------------------------- | -------- |
| 1     | Südafrika      | Carina Horn Alyssa Conley Tebogo Mamathu Tamzin Thomas                | 43,66    |
| 2     | Ghana          | Flings Owusu-Agyapong Gemma Acheampong Beatrice Gyaman Janet Amponsah | 44,05    |
| 3     | Elfenbeinküste | Murielle Ahouré Adeline Gouénon Marie-Josée Ta Lou ???                | 44,29    |
| 4     | Kenia          | Eunice Kadogo Millicent Ndoro                                         | 46,00    |
| 5     | Botswana       | Loungo Matlhaku Goitseone Seleka                                      | 46,10    |
| 6     | Kamerun        | Germaine Abessolo Bivina Audrey Nkamsao                               | 46,23    |
| 7     | Simbabwe       |                                                                       | 48,94    |

24. Juni

### 4 × 400 m Staffel
| Platz | Land      | Athletinnen                                                                              | Zeit (min)    |
| ----- | --------- | ---------------------------------------------------------------------------------------- | ------------- |
| 1     | Südafrika | Wenda Nel Justine Palframan Jeanelle Griesel Caster Semenya                              | 3:28,49 CR NR |
| 2     | Nigeria   | Omolara Omotosho Regina George Yinka Ajayi Patience Okon George                          | 3:29,94       |
| 3     | Kenia     | Maureen Jelagat Maiyo Jacinter Shikanda Maureen Nyatichi Thomas Margaret Nyairera Wambui | 3:30,21       |
| 4     | Botswana  | Christine Botlogetswe Lydia Jele Galefele Moroko Goitseone Seleka                        | 3:31,54       |
| 5     | Ghana     | Akua Obeng-Akrofi                                                                        | 3:40,09       |
| 6     | Kamerun   |                                                                                          | DNS           |

26. Juni

### Hochsprung
| Platz | Athletin         | Land | Höhe (m) |
| ----- | ---------------- | ---- | -------- |
| 1     | Lissa Labiche    | SEY  | 1,85     |
| 2     | Doreen Amata     | NGR  | 1,82     |
| 3     | Basant Hassan    | EGY  | 1,79     |
| 4     | Abigail Kwarteng | GHA  | 1,76     |
| 5     | Regina Yeboah    | GHA  | 1,73     |
| 5     | Rhizlane Siba    | MAR  | 1,73     |
| 5     | Brittany Uys     | RSA  | 1,73     |
| 8     | Julia du Plessis | RSA  | 1,73     |

26. Juni

### Stabhochsprung
| Platz | Athletin        | Land | Höhe (m) |
| ----- | --------------- | ---- | -------- |
| 1     | Syrine Balti    | TUN  | 4,00     |
| 2     | Dorra Mahfoudhi | TUN  | 3,80     |
| 3     | Nisrine Dinar   | MAR  | 3,80     |
| 4     | Alima Ouattara  | CIV  | 3,50     |
| 5     | Dina el-Tabaa   | EGY  | 3,50     |
| 6     | Christie Nell   | RSA  | 3,40     |
| 7     | Jodie Sedras    | RSA  | 3,30     |
| 8     | Asli Lamley     | RSA  | 3,30     |

23. Juni

### Weitsprung
| Platz | Athletin                | Land | Weite (m) |
| ----- | ----------------------- | ---- | --------- |
| 1     | Ese Brume               | NGR  | 6,57 w    |
| 2     | Joëlle Mbumi Nkouindjin | CMR  | 6,39 w    |
| 3     | Marlyne Sarah Ngongoa   | CMR  | 6,34 w    |
| 4     | Samantha Pretorius      | RSA  | 6.33      |
| 5     | Lynique Prinsloo        | RSA  | 6,20      |
| 6     | Maryke Brits            | RSA  | 6,12 w    |
| 7     | Sangoné Kandji          | SEN  | 6,00      |
| 8     | Priscilla Tabunda       | KEN  | 5,81      |

24. Juni

### Dreisprung
| Platz | Athletin                | Land | Weite (m) |
| ----- | ----------------------- | ---- | --------- |
| 1     | Nadia Eke               | GHA  | 13,42 w   |
| 2     | Joëlle Mbumi Nkouindjin | CMR  | 13,37     |
| 3     | Patience Ntshingila     | RSA  | 13,24     |
| 4     | Eleonore Bailly         | CIV  | 13,03 NR  |
| 5     | Sokhna Safietou Kante   | SEN  | 13,00     |
| 6     | Sangoné Kandji          | SEN  | 12,98     |
| 7     | Deborah Acquah          | GHA  | 12,70     |
| 8     | Cathrine Makaya         | ZIM  | 12,62     |

26. Juni

### Kugelstoßen
| Platz | Athletin                | Land | Weite (m) |
| ----- | ----------------------- | ---- | --------- |
| 1     | Auriol Dongmo Mekemnang | CMR  | 17,64 CR  |
| 2     | Nwanneka Okwelogu       | NGR  | 17,07     |
| 3     | Chioma Onyekwere        | NGR  | 15,71     |
| 4     | Jéssica Inchude         | GNB  | 15,44     |
| 5     | Ischke Senekal          | RSA  | 15,07     |
| 6     | Lezaan Jordaan          | RSA  | 14,82     |
| 7     | Salomé Mugabe           | MOZ  | 14,31     |
| 8     | Amele Yebeltal          | ETH  | 12,86 NR  |

26. Juni

### Diskuswurf
| Platz | Athletin                | Land | Weite (m) |
| ----- | ----------------------- | ---- | --------- |
| 1     | Nwanneka Okwelogu       | NGR  | 56,75     |
| 2     | Chinwe Okoro            | NGR  | 55,67     |
| 3     | Chioma Onyekwere        | NGR  | 53,91     |
| 4     | Julia Agawu             | GHA  | 53,91     |
| 5     | Ischke Senekal          | RSA  | 50,16     |
| 6     | Leandri Geel            | RSA  | 47,93     |
| 7     | Auriol Dongmo Mekemnang | CMR  | 47,00 PB  |
| 8     | Amina El Mouaddine      | MAR  | 46,85     |

24. Juni

### Hammerwurf
| Platz | Athletin         | Land | Weite (m) |
| ----- | ---------------- | ---- | --------- |
| 1     | Amy Sène         | SEN  | 68,35 CR  |
| 2     | Laetitia Bambara | BFA  | 68,12     |
| 3     | Sarah Bensaad    | TUN  | 62,53     |
| 4     | Soukaina Zakkour | MAR  | 61,85     |
| 5     | Zouina Bouzebra  | ALG  | 61,62     |
| 6     | Jennifer Batu    | CGO  | 60,00     |
| 7     | Marga Cumming    | RSA  | 55,48     |
| 8     | Aya Adly         | EGY  | 55,40     |

22. Juni

### Speerwurf
| Platz | Athletin                      | Land | Weite (m) |
| ----- | ----------------------------- | ---- | --------- |
| 1     | Sunette Viljoen               | RSA  | 64,08     |
| 2     | Jo-Ane van Dyk                | RSA  | 56,22     |
| 3     | Pascaline Adjimon Adanhouegbe | BEN  | 54,88 NR  |
| 4     | Kelechi Nwanaga               | NGR  | 53,45     |
| 5     | Lucy Aber Okumu               | UGA  | 51,54     |
| 6     | Megan Wilke                   | RSA  | 50,90     |
| 7     | Selma Rosun                   | MRI  | 48,90     |
| 8     | Vanessa Collin                | MUS  | 47,08     |

25. Juni

### Siebenkampf
| Platz | Athletin         | Land | Punkte     |
| ----- | ---------------- | ---- | ---------- |
| 1     | Uhunoma Osazuwa  | NGR  | 6153 CR NR |
| 2     | Marthe Koala     | BFA  | 5952       |
| 3     | Elizabeth Dadzie | GHA  | 5730       |
| 4     | Hoda Hagras      | EGY  | 5555 NR    |
| 5     | Nada Charoudi    | TUN  | 5396 NR    |
| 6     | Neal Maya        | LBR  | 5024       |
| 7     | Nienka du Toit   | RSA  | 4206       |

24./25. Juni

## Medaillenspiegel
| Medaillenspiegel | Medaillenspiegel | Medaillenspiegel | Medaillenspiegel | Medaillenspiegel | Medaillenspiegel |
| Platz            | Land             | Gold             | Silber           | Bronze           | Gesamt           |
| ---------------- | ---------------- | ---------------- | ---------------- | ---------------- | ---------------- |
| 01               | Südafrika        | 16               | 9                | 8                | 33               |
| 02               | Kenia            | 8                | 8                | 8                | 24               |
| 03               | Nigeria          | 4                | 5                | 7                | 16               |
| 04               | Elfenbeinküste   | 3                | 1                | 2                | 6                |
| 05               | Botswana         | 3                | 1                | 1                | 5                |
| 06               | Ghana            | 1                | 3                | 2                | 6                |
| 07               | Tunesien         | 1                | 3                | 2                | 6                |
| 08               | Äthiopien        | 1                | 2                | 3                | 6                |
| 09               | Kamerun          | 1                | 2                | 2                | 5                |
| 10               | Marokko          | 1                | 2                | 2                | 5                |
| 11               | Senegal          | 1                | 1                | 0                | 2                |
| 12               | Ägypten          | 1                | 0                | 1                | 2                |
| 13               | Sambia           | 1                | 0                | 1                | 2                |
| 14               | Algerien         | 1                | 0                | 0                | 1                |
| 15               | Seychellen       | 1                | 0                | 0                | 1                |
| 16               | Burkina Faso     | 0                | 4                | 0                | 4                |
| 17               | Gambia           | 0                | 1                | 1                | 2                |
|                  | Lesotho          | 0                | 1                | 1                | 2                |
| 19               | Benin            | 0                | 1                | 0                | 1                |
|                  | Republik Kongo   | 0                | 1                | 0                | 1                |
|                  | Liberia          | 0                | 0                | 1                | 1                |
|                  | Madagaskar       | 0                | 0                | 1                | 1                |
| Gesamt           | Gesamt           | 44               | 44               | 44               | 132              |